# 伊号第三百六十一潜水艦
伊号第三百六十一潜水艦（いごうだいさんびゃくろくじゅういちせんすいかん）は、大日本帝国海軍の潜水艦。伊三百六十一型潜水艦の1番艦。回天攻撃隊に参加し沖縄で戦没。以下、日本海軍の潜水艦名は「伊361潜」等と略記する。

## 艦歴
1942年の改⑤計画第5461号艦。1943年2月16日、呉海軍工廠にて起工。同年10月30日に進水。1944年5月25日、竣工。横須賀鎮守府籍。同日第十一潜水戦隊に編入。
6月13日に「伊33潜」が訓練中の事故で沈没し、「伊361潜」は14日にその沈没位置確認および行方不明者捜索を命じられた。
8月15日、第七潜水戦隊に編入。「伊361潜」は3度ウェーク島への作戦輸送に従事した。1回目は8月23日に横須賀を発し、9月7日に揚陸を行って9月17日に横須賀に帰投した。揚陸物件は主食45トンなど、合計80トン。復路では工員30名を乗せた。
2回目は10月17日に横須賀を発し、10月29日に揚陸を行って11月9日に横須賀に帰投した。揚陸物件は糧食、弾薬67トン、または糧食28トン、航空資材、弾薬など67トン。復路では便乗者5名を乗せた。
3回目は1945年1月9日に横須賀を発し、1月22日に揚陸を行って2月7日に横須賀に帰投した。輸送内容は不詳。
3度目の輸送後、回天搭載艦へ改装された。工事完了は3月末とみられる。
3月20日、第七潜水戦隊が解隊され、「伊361潜」は第十五潜水隊に編入された。
5月22日、「伊361潜」と「伊363潜」で回天特別攻撃隊轟隊を編成。
「伊361潜」は回天5基を搭載し、5月24日（または23日）に光基地より沖縄東方へと出撃したが、未帰還となった。「伊361潜」は5月30日にアメリカ護衛空母「アンツィオ」搭載機によって北緯20度22分、東経134度9分で撃沈された。81名全員戦死。
6月25日、沖縄方面で喪失と認定。8月10日、除籍。

## 歴代艦長
※『艦長たちの軍艦史』443-444頁による。

### 艦長
1. 岡山登 大尉：1944年5月25日
2. 松浦正治 大尉：1944年12月11日 - 1945年5月30日戦死